# PSR B1829-10
PSR B1829-10，或常稱為PSR 1829-10，是一個距離地球約30000光年的脈衝星，位於盾牌座。

## 概要
該脈衝星曾經引起天文學家的興趣，因為曾經一度認為該脈衝星旁有太陽系外行星，但後來確定是誤認。曼徹斯特大學的安德魯·林恩和馬修·貝爾斯在1991年7月宣稱找到了「一顆環繞中子星的行星」，但在1992年撤回論文。他們沒有考慮到地球軌道的橢圓率，因此錯誤地認為該脈衝星旁有一顆軌道週期半年的脈衝星行星。